# レオナルド・レジナット
レオナルド・レジナット（Leonardo Reginatto, 1990年4月10日 - ）は、ブラジル・パラナ州クリチバ出身のプロ野球選手（内野手）。右投右打。リーガ・メヒカーナ・デ・ベイスボル（メキシカンリーグ）のキンタナロー・タイガース所属。

## 経歴

### プロ入りとレイズ傘下時代
2009年5月14日にタンパベイ・レイズと契約を結んだ。
2012年に第3回ワールド・ベースボール・クラシック（WBC）のブラジル代表に選ばれた。1次ラウンドで敗退したものの、フアン・カルロス・ムニスとともにブラジル代表では最高となる打率.364を記録した。
2013年はA級ボーリンググリーン・ホットロッズで112試合に出場して、打率.325、1本塁打、49打点を記録した。
2014年はA+級シャーロット・ストーンクラブズとAA級モンゴメリー・ビスケッツの2球団で合計111試合に出場し、打率.292、2本塁打、41打点を記録した。
2015年は4月にAAA級ダーラム・ブルズに昇格したが42試合の出場に終わり、オフの11月6日にFAとなった。

### ツインズ傘下時代
12月18日にミネソタ・ツインズとマイナー契約を結んだ。
2016年は、開幕時はAA級チャタヌーガ・ルックアウツに配属され、8月9日にAAA級ロチェスター・レッドウイングスに昇格した。
2017年は、ツインズのスプリングトレーニングに招待選手として参加した。開幕はAAA級ロチェスターで迎え、86試合に出場して打率.303、3本塁打、38打点の成績を残したが、メジャーに昇格することはできなかった。オフの11月6日にFAとなったが、12月8日にツインズとマイナー契約で再契約した。
2018年はAAA級ロチェスターで61試合に出場し、打率.202、2本塁打、21打点の低調な成績に終わり、11月2日に自由契約となった。

### ツインズ退団後
2019年3月6日に独立リーグ・カナディアン・アメリカン・リーグのオタワ・チャンピオンズと契約した。
2021年3月15日に独立リーグ・アトランティックリーグのウェストバージニア・パワーと契約した。6月22日にリーガ・メヒカーナ・デ・ベイスボル（メキシカンリーグ）のアグアスカリエンテス・レイルロードメンと契約した。
2024年は80試合に出場して打率.291、11本塁打、48打点、7盗塁を記録した。オフの10月22日に同リーグのキンタナロー・タイガースに移籍した。